# Boudewijn Ravestraat

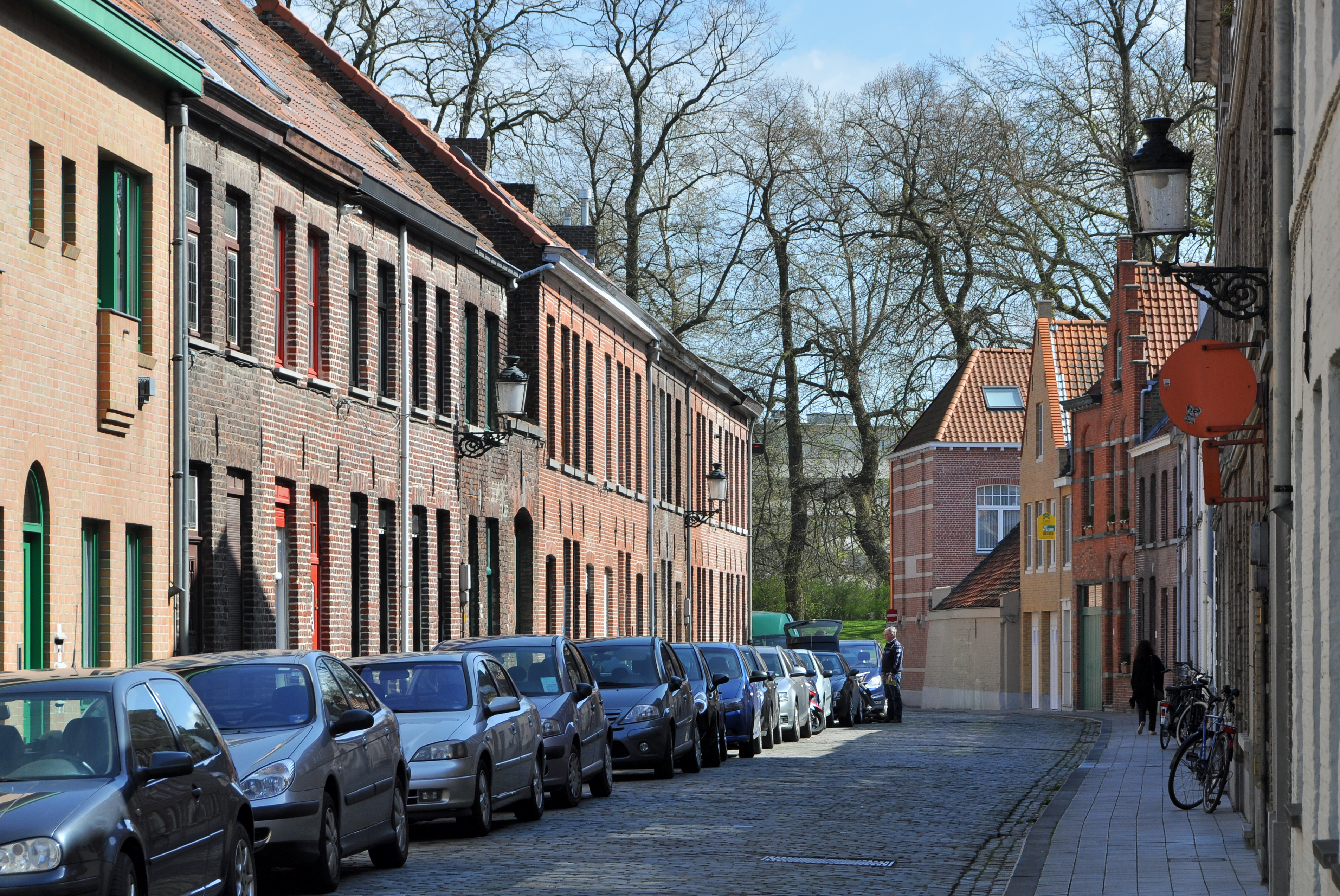
De Boudewijn Ravestraat, gezien naar de Gentpoortvest toe

De Boudewijn Ravestraat is een straat in Brugge.

## Beschrijving
De straat, Boudin Ravenstraet, is vernoemd naar een bewoner, Boudewijn Rave. Dezelfde bezat ook een kleine oppervlakte poldergrond in Oostkerke, die in een document in 1330 vermeld wordt: een polreken geheeten Boudin Ravens polrekin. In verschillende documenten komt zijn naam voor:
- in Boudin Ravintstraetkin;
- in 's Heer Boudin Raevenstraetkin;
- in 's Heer Boudewijn Ravenstraete.

In de zeventiende eeuw werd ook van de Vestestraat gesproken, vanwege de nabijheid van de stadsvesting: in 'heer Boudewijnstraetken, geseyd 't Verstestraetken bie de Cathelinepoort.
In de Franse tijd werd de naam vertaald als Rue des corbeaux en dan opnieuw vertaald als Ravenstraat. Pas in 1936 werd de naam hersteld als Boudewijn Ravestraat.
De straat loopt tussen de Oude Gentweg en de Gentpoortvest.